# Niklaus Rudolf von Wattenwyl

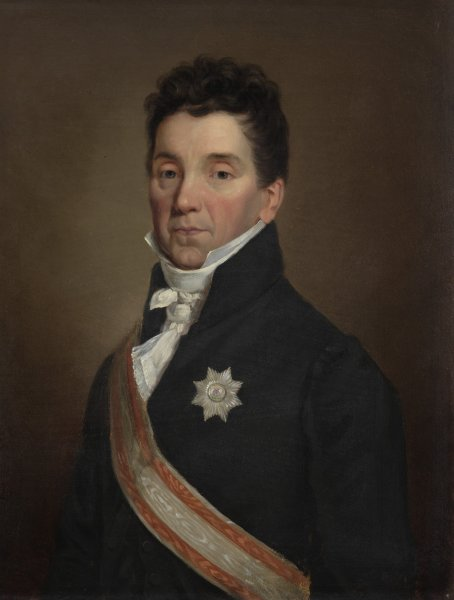
Niklaus Rudolf von Wattenwyl, 19. Jahrhundert

Niclaus Rudolf von Wattenwyl (* 3. Januar 1760 in Bern; † 10. August 1832 in Aarburg) war ein Schweizer General und der letzte Schultheiss der Restaurationszeit in der Stadt Bern. Er entstammte dem Patriziergeschlecht von Wattenwyl.
1788 heiratete er die Schweizerin Louise Elisabeth Emilie Ernst (* 1771; † 19. Mai 1852). Aus der Ehe gingen drei Söhne hervor; Albrecht Rudolf (* 15. März 1789; † Dezember 1812), Rudolf Friedrich (* 6. August 1792; † 13. Januar 1795) und Rudolf Wilhelm (* 9. März 1798; † 4. Oktober 1835).
1798 leistete er den Franzosen bei Neuenegg erfolgreich Widerstand, konnte aber den Untergang des alten Bern nicht verhindern. In der Mediationszeit war er 1804 und 1810 Landammann der Schweiz sowie 1805 und 1813 General der eidgenössischen Tagsatzung. Als nominell letzter Schultheiss von Bern (der letzte regierende Schultheiss war Emanuel Friedrich von Fischer gewesen) unterzeichnete er am 20. Oktober 1831 die Abschiedsproklamation der abtretenden aristokratischen Regierung.